# 基爾希利峰

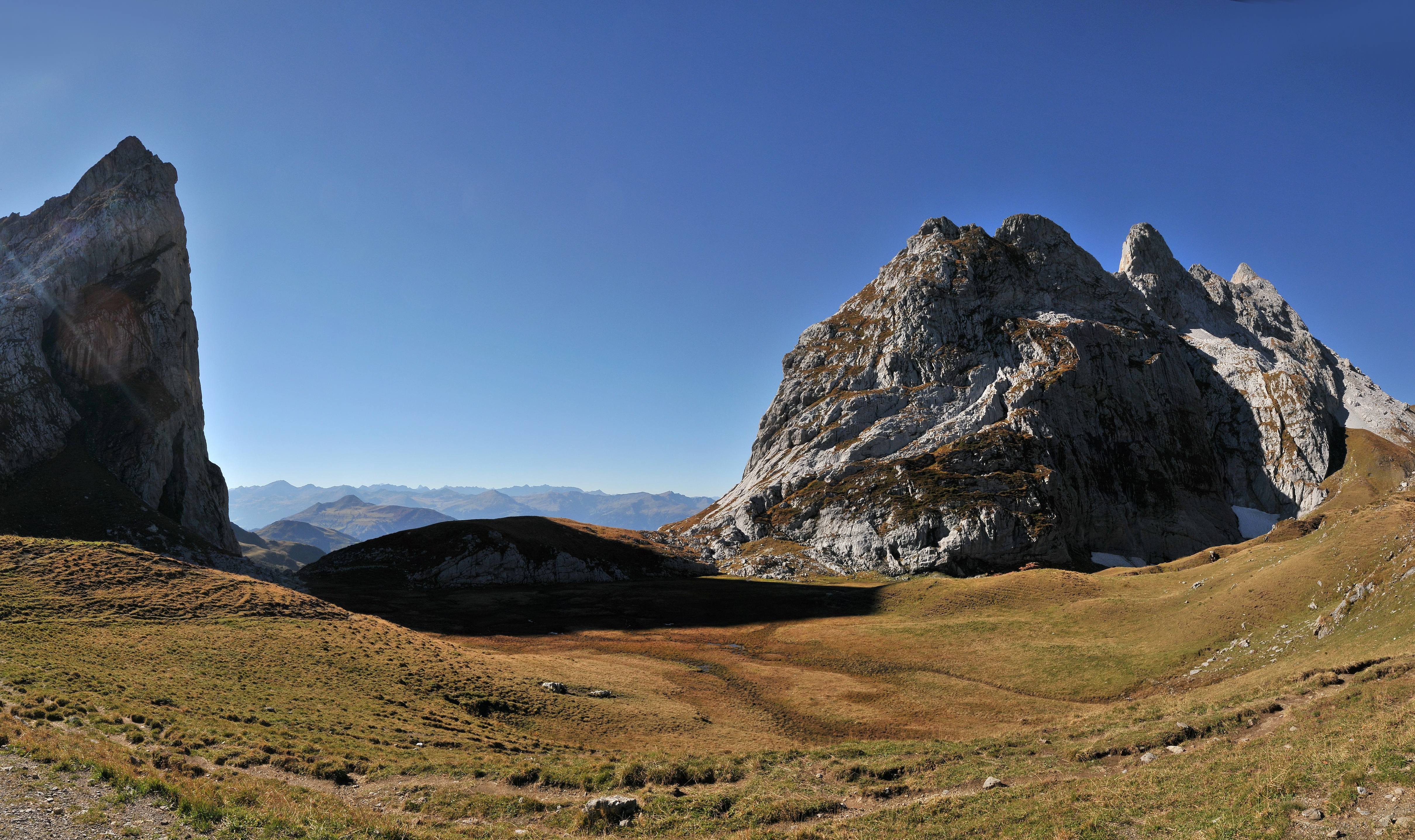

47°02′20″N 9°46′07″E / 47.03889°N 9.76861°E
基爾希利峰（德語：Kirchlispitzen），是中歐的山峰，位於奧地利和瑞士接壤的邊境，屬於雷蒂孔山的一部分，該山峰海拔高度2,552米，每年平均降雨量1,729毫米。